# Автошлях А-2 (Північна Македонія)
Автошлях А-2 (Македонія) — автомагістраль в Республіці Македонія. Вона є складовою частиною європейського маршруту E65, що з'єднує міста Скоп'є і Тетово.

## Історія
У період Югославії А-2 складалась з трьох різних частин. Це були M-2 між Болгарією і Скоп'є, M-26 між Скоп'є і Подмольєм і M-26.1, між Подмольєм і Албанією.
Після проголошення незалежності Македонії, відповідні дороги були пронумеровані. Автошлях M-2 було скорочено маршрут на Куманово в Болгарію. Зв'язок між Куманово і Скоп'є став частиною автомагістралі М-1. M-26 і M-26.1 були об'єднані в нову автомагістраль М-4.
M-4 між Скоп'є і Тетово побудована в 1990-х рр., це було шосе із 4 смугами, без аварійних смуг. У 2010 році воно було відкрито для обходу Скоп'є, дозволяючи рухатись транспорту в обхід міста.
Ця дорога носила відповідний номер до 30 вересня 2011 року. В той же день, М-2 і М-4 були об'єднані в новий автошлях A-2.

## Інтенсивність руху

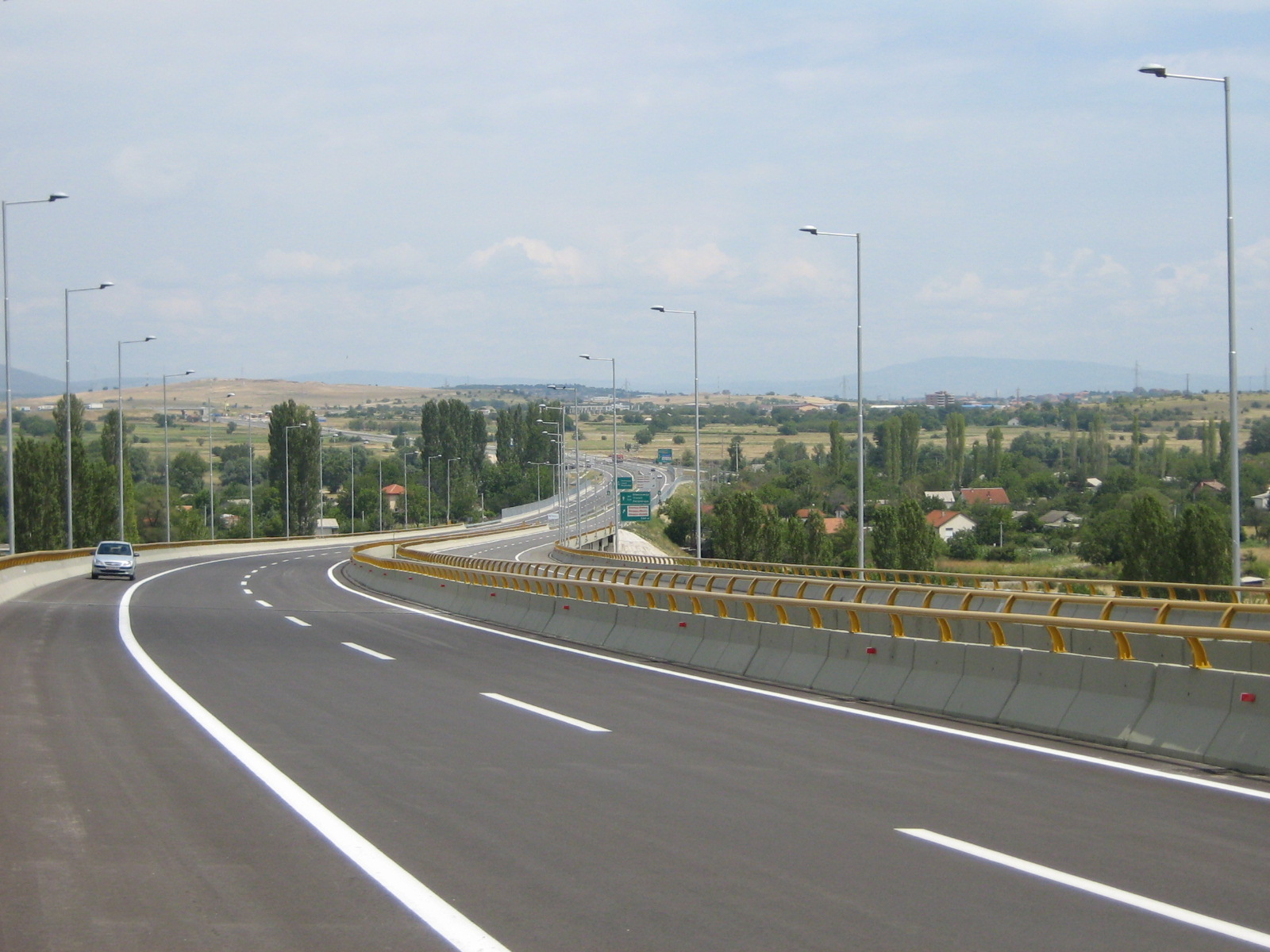
Автошлях А-2 на під'їзді до Скоп'є

У 2009 році щодня від 2000 до 3000 автомобілів рухались між болгарським кордоном і Куманово і 15000 транспортних засобів між Куманово і Скоп'є.

## Прізвисько
Автошлях А-2 іменується ще як Мати Тереза.